# Max Schulz (Volleyballspieler)
Max Schulz (* 25. August 2002 in Potsdam) ist ein deutscher Volleyballspieler.

## Karriere
Schulz begann als Elfjähriger mit dem Volleyball. Von 2013 bis 2016 spielte er in der Jugend von WSG Potsdam Waldstadt. Danach war er eine Saison beim Berliner TSC aktiv und kam in der Landesauswahl zum Einsatz. 2017 wechselte er zur Nachwuchsmannschaft VC Olympia Berlin. Mit dem Team spielte der Außenangreifer erst in der Regionalliga, 2019/20 in der Zweiten Liga und 2020/21 in der ersten Bundesliga. 2021 wechselte er zum Erstligisten Netzhoppers Königs Wusterhausen. Mit den Netzhoppers musste er sich in der Saison 2021/22 im Achtelfinale des DVV-Pokals und im Playoff-Viertelfinale der Bundesliga geschlagen geben. Im Juli 2022 hatte er seinen ersten Einsatz in der deutschen Nationalmannschaft. Auch 2022/23 spielt Schulz für die Netzhoppers.